# Alban Berg
Alban Berg, cuyo nombre completo era Alban Maria Johannes Berg (Viena, 9 de febrero de 1885-Viena, 24 de diciembre de 1935) fue un compositor austríaco, alumno de Arnold Schoenberg y perteneciente a la Segunda Escuela de Viena. Incursionó como ellos en la atonalidad y luego en el dodecafonismo, escribiendo obras vinculadas a la estética expresionista, pero su música tiene además una sonoridad que evoca la tonalidad, con reminiscencias del romanticismo, y una inclinación marcadamente dramática. Sus tres obras más conocidas son el Concierto para violín y las óperas Wozzeck y Lulú.

## Vida y obra

### Niñez y juventud
Berg nació en Viena, Austria, el tercero de cuatro hijos de Conrad Berg, un comerciante y exportador acomodado procedente de Núremberg, que tenía una tienda de libros, objetos de arte y artículos religiosos cerca de la iglesia de San Esteban, y Johanna Braun, hija de un joyero imperial. El mayor de sus hermanos, Hermann, emigró a Estados Unidos, pero los otros dos, Charly (Karl Bernhard) y Esmeralda, la única mujer, fueron sus compañeros de infancia. Su familia, de formación católica, vivió muy confortablemente hasta la muerte de su padre, el 30 de marzo de 1900.
Berg tenía más interés por la literatura que por la música de niño, y comenzó a componer lieder y dúos desde los quince años, con la educación musical tradicional y autodidacta que tuvo. Su hermana Smaragda, excelente pianista y alumna de Theodore Lescheitzky, le introdujo en la música francesa contemporánea (Claude Debussy y Maurice Ravel sobre todo).
Smaragda, asimismo, tuvo un intento de suicidio tras un infeliz matrimonio de apariencia, debido a su no confesada homosexualidad. Además, en 1903, a raíz de una aventura sentimental con una campesina de Carinthia, que finalizó con el nacimiento de una hija nunca reconocida por el compositor, el propio Alban Berg también llevó a cabo un intento de suicidio.
Resulta evidente que la presión social, ante todos estos acontecimientos en una sociedad puritana que esconde sus lacras y castiga severamente sus manifestaciones, es algo que tuvo que ejercer un peso considerable en la personalidad del compositor, que este pondría de manifiesto en sus obras maestras Wozzeck y Lulú de una forma inequívoca y magistral, a través de los conceptos de culpa y expiación.
Debido a la precariedad económica derivada de la muerte de su padre, inició una práctica como auxiliar en contabilidad, en Statthalterei, en la Baja Austria, mientras, simultáneamente, asistía a lecturas de Derecho y Musicología.

### El encuentro con Schönberg
En 1904, Charly, hermano de Berg, llevó la música de algunos lieder a Schönberg, quien gratamente sorprendido, se ofreció para darle clases, que comenzaron desde octubre de aquel año (gratuitas hasta 1906 debido a su precaria situación económica). En ellas conoció a Anton Webern.
En 1906 adquirió una herencia que le permitió vivir más holgadamente y dedicarse intensamente a sus estudios. En ese mismo año conocía a Helene Nahowski, cantante e hija de una familia acomodada y su futura esposa. En un recital en Viena el 7 de noviembre de 1907 ofreció los estrenos públicos de 3 lieder (que luego incluiría en sus Sieben frühe Lieder) y una fuga con cuarteto de cuerdas y piano. En todas estas primeras obras, Berg reveló la influencia del romanticismo y el postromanticismo alemán (Schumann, Wagner, Brahms, Hugo Wolf, su maestro Schoenberg) y también del impresionismo francés (Debussy).
En 1910 terminó sus estudios con Schönberg. Su obra de "graduación" fue la Sonata para piano catalogada como Op. 1; y según comentarios "una de las obras más formidables jamás escritas por un compositor". Cuando Schoenberg abandonó el uso de la tonalidad (que había sido el sistema principal usado en la música occidental durante varios siglos) y comenzó a experimentar en lo que se llamaría atonalidad, Berg y su colega Webern se unieron en esta búsqueda de posibilidades sonoras y que se evidencian en sus Cuatro Lieder Op. 2 y su Cuarteto de cuerdas Op. 3. Durante toda su vida, Berg tuvo una gran amistad y estima hacia su maestro Arnold Schoenberg, a quien lo consideraba como un padre. También su compañero de clases Anton Webern fue un gran amigo suyo.
Un concepto importante que Schoenberg le enseñó es lo que se conocería después como variación continua, que consiste en que la unidad de una pieza depende de que todos los aspectos de ella deriven de una sencilla idea básica. Berg también transmitió esta idea a sus alumnos; uno de ellos, el filósofo Theodor Adorno dijo: "El principio más importante que me enseñó es el de la variación: se asume que todo debe desarrollarse y ser además intrínsecamente diferente." La Sonata es un impactante ejemplo de trabajo de esta idea: toda la composición se deriva del motivo inicial de cuartas y de la frase inicial.

### Inicios como compositor
Berg formó parte de la élite cultural de Viena durante el período conocido como el fin de siècle. Este círculo incluyó a músicos como Alexander von Zemlinsky y Franz Schreker, el pintor Gustav Klimt, el escritor y satírico Karl Kraus, el arquitecto Adolf Loos y el poeta Peter Altenberg. El 14 de abril de 1911, estrenó su Sonata para piano y su Cuarteto de cuerdas, el 3 de mayo se casaba con Helene Nahowski, pese a la abierta hostilidad de su familia. De su idilio se conservan unas cartas de amor muy famosas. El 18 de mayo moría Gustav Mahler, el gran director y compositor austríaco, a quien Berg admiraba profundamente y que ejerció una poderosa influencia en su música.
En 1912 comenzó a componer música para unos textos de Peter Altenberg, singular poeta vienés que escribía breves poesías en postales que regalaba a sus amigos. En aquellos años, los miembros de la Trinidad Vienesa comenzaron a experimentar con la forma musical, escribiendo obras de extremada concisión y densidad y por lo tanto muy cortas; también compuso en este estilo (llamado estilo aforístico), sus Cuatro piezas para clarinete y piano en 1913. Precisamente, el 31 de marzo de ese año, se preparó el estreno de los Altenberg-Lieder Op. 4 para un concierto dedicado exclusivamente a obras de los alumnos de Schoenberg y dirigido por este. La extrañeza de las piezas y la discreción del uso de la enorme orquesta sinfónica terminaron por causar un escándalo que interrumpió el concierto - las canciones serían terminadas de "estrenar" en 1952.

### Wozzeck
El 14 de mayo de 1914 Berg asistió a una representación teatral de Woyzeck (en ese tiempo se llamaba Wozzeck debido a un error de edición), drama inconcluso del entonces recién descubierto escritor alemán Georg Büchner y decidió componer música con él. Sin embargo, este proyecto se vio interrumpido por la Primera Guerra Mundial. Berg fue llamado a servir en el ejército del Imperio austrohúngaro. Debido a su salud enfermiza, fue enviado al Ministerio de Guerra. Ahí comenzó a trabajar en su futura obra.
Terminada la guerra, en 1918 Schoenberg fundaba la Sociedad para Ejecuciones Musicales Privadas, que buscaba crear un ambiente ideal para la exploración de música nueva no apreciada y poco familiar mediante ensayos públicos, ejecuciones repetidas, y la exclusión de todos los críticos profesionales, en la que Berg colaboraría asiduamente. En 1920 Berg tuvo una exitosa actividad como escritor, por un tiempo dudó de si seguir componiendo o enfocarse en escribir. También impartía clases privadas, siendo uno de sus alumnos el después brillante filósofo Adorno.
En 1921 terminaba su ópera Wozzeck. Al año siguiente publicaba la partitura de la reducción para piano de su ópera con el aporte económico de su gran amiga Alma Mahler, la viuda del compositor. En 1923 firmaba un contrato para la publicación de su obra con Universal Edition (hasta hoy en día se encarga de ello).
Debido a que los teatros de ópera rechazaban estrenar su obra, el director Hermann Scherchen sugirió que escribiese una especie de suite sinfónica para llamar la atención del público y los empresarios por su reciente obra. Estrenó entonces en 1924 en Fráncfort sus Tres escenas de Wozzeck para soprano y orquesta, que tuvo un gran éxito, y permitió el estreno de la ópera completa el 14 de diciembre de ese mismo año en la Ópera Estatal de Berlín por el director Erich Kleiber. Wozzeck consagró internacionalmente al compositor, que se dedicó en los años siguientes a viajar por toda Europa para supervisar las representaciones de su ópera y dar conferencias: Praga en 1926, Leningrado en 1927, Oldenburgo en 1929 y 25 veces más durante el resto de su vida. También le permitió vivir con mayor holgura.

### Dodecafonismo
En 1923, Schoenberg anuncia su último descubrimiento: la técnica dodecafónica. Inmediatamente sus alumnos comenzaron a usarla, la primera obra en que la emplearía sería en la re-musicalización de "Schliesse mir die Augen beide" (cierra mis dos ojos). La puso libre y parcialmente en práctica en su Suite Lírica (1925) para cuarteto de cuerda, obra que llevaba oculta su relación extramatrimonial con Hanna Fuchs-Robettin. Esta obra sería estrenada por el famoso Cuarteto Kolisch el 8 de enero de 1927, y después a pedido de su editorial haría un arreglo de 3 movimientos para orquesta de cuerdas. Berg siempre usó el dodecafonismo en forma muy libre, violando las ortodoxas reglas que puso inicialmente Schoenberg, dándole un particular color tonal. En esa época también el Concierto de cámara que dedicaba al cincuentenario de su maestro Schoenberg, y en la que como era su costumbre, colocaba una serie de símbolos, alusivos a la Trinidad Vienesa.
En 1927 consideraba musicalizar el cuento fantástico de Gerhart Hauptmann Und Pippa tanzt. Finalmente se decide a poner música en 1928 al tema de Lulu del dramaturgo Frank Wedekind que había visto en escena en 1905. En 1929 escribe por encargó una aria de concierto Der Wein (El vino), basado en poemas de Las flores del mal de Charles Baudelaire traducidos por Stefan George. En 1930 fue nombrado miembro de la Academia de las Artes de Prusia. Dos años después compraba una residencia de verano en Wörthersee.

### Lulu y el final
Berg se dedicaba intensamente a la composición de su nueva ópera. Dedicó para el cincuentenario de Anton Webern el Lied der Lulu que terminó el 3 de diciembre de 1933. Con la censura nazi de los estilos musicales considerados Entartete Kunst (arte degenerado), Berg pasó serias dificultades económicas. Además sufrió el exilio de su gran amigo Schoenberg por el creciente antisemitismo.
En abril de 1934, estaba culminando la composición de Lulu. El estreno mundial es programado para Berlín por el director Erich Kleiber. Compuso entonces, al igual que para Wozzeck, la Lulu Suite que se estrenó el 30 de noviembre en la Ópera Estatal de Berlín con Erich Kleiber. Debido a las hostilidades contra Kleiber y la campaña de la prensa, este emigró en enero del año siguiente. Las obras de Berg fueron prohibidas en Alemania. Entonces interrumpe la composición de Lulu (faltaba la orquestación de los últimos actos) desde abril hasta agosto de 1935 para componer su Concierto para violín, dedicado a la hija del matrimonio de Alma Mahler con Walter Gropius, Manon, que había muerto paralizada por poliomielitis. En Nochebuena de ese mismo año, Berg fallece de una septicemia causada al parecer por una picadura de abeja, dejando Lulu inconclusa —el acto III sería orquestado después por el compositor austríaco Friedrich Cerha— y el estreno de la ópera completa tendría lugar el 24 de febrero de 1979 en París, bajo la dirección de Pierre Boulez. Su Concierto para violín "Dem Andenken eines Engels" (a la memoria de un ángel) sería estrenado póstumamente el 19 de abril de 1936 por el violinista Louis Krasner y el director Hermann Scherchen en Barcelona.

## Legado
Berg está considerado uno de los compositores más importantes del siglo XX, y sus óperas son las más tocadas actualmente entre las de la llamada Segunda Escuela de Viena. Asimismo se le atribuye el hecho de dotar de más "valores humanos" al sistema dodecafónico, siendo su trabajo reconocido como más "emocional" que el del propio Schoenberg. La crítica ha considerado a Berg preservador de la tradición vienesa en su música. Su popularidad fue más clara que la de muchos otros modernistas debido a que combinó de forma plausible los lenguajes del Romanticismo y el Expresionismo. Aunque el Romanticismo de Berg fue entendido como un paso atrás para algunos compositores posteriores, su alumno Douglas Jarman escribió en el New Grove: "En el cierre del siglo XX, el retrospectivo Berg, como [George] Perle señaló, será visto al mismo tiempo como su compositor más innovador."
El asteroide 4528 Berg fue nombrado en su honor.

## Composiciones
- Varios (alrededor de 70) Lieder juveniles (Jugendlieder) para voz y piano (1900-8)
- Varias piezas para piano (1900-8)
- Varias obras para cuarteto de cuerdas (1900-8)
- Siete canciones tempranas para voz y piano (Sieben frühe Lieder)(1905-9) (también orquestados)
- Schliesse mir die Augen beide para voz y piano (1909)
- Sonata para piano en si menor Op. 1 (1908)
- Cuatro Lieder para voz y piano Op. 2
- Cuarteto de cuerdas Op. 3 (1910)
- Cinco Lieder sobre poemas de postales de Peter Altenberg (Altenberg-Lieder) Op. 4 (1912)
- Cuatro piezas para clarinete y piano Op. 5 (1913)
- Tres piezas para orquesta Op. 6 (1913)
- Wozzeck, ópera Op. 7 (1917)
- Tres fragmentos de Wozzeck para soprano y orquesta (1924)
- Concierto de cámara para piano, violín y 13 instrumentos de viento (1923-5)
- Suite Lírica para cuarteto de cuerda (1925-6)
- Lulú, ópera (1929-35, inconclusa)
- Der Wein, aria para soprano y orquesta (1929)
- Suite Lulú para soprano y orquesta (1934)
- Concierto para violín y orquesta «A la memoria de un ángel» (1935)

### Escritos analíticos
- Adorno, Theodor W.: Alban Berg: Master of the Smallest Link. Tr. Juliane Brand & Christopher Hailey. Cambridge University Press, 1991.
- Bruhn, Siglind: Encrypted Messages in Alban Berg's Music. Garland, 2013 [1998].
- Cercignani, Fausto: Il «Woyzeck» di Büchner e il «Wozzeck» di Berg, in Wozzeck, a cura di F. Degrada, Milano, Edizioni del Teatro alla Scala, 1997, pp. 97–116.
- Jarman, Douglas: The Music of Alban Berg. University of California Press, 1979.
- Lauder, Robert Neil: Two Early Piano Works of Alban Berg: A Stylistic and Structural Analysis. Tesis. University of North Carolina, 1986.
- Perle, George: The operas of Alban Berg: Wozzeck. University of California Press, 1985.
- Perle, George: The operas of Alban Berg: Lulu. University of California Press, 1989.
- Schmalfeldt, Janet: «Berg's Path to Atonality: The Piano Sonata, Op. 1». Alban Berg: Historical and Analytical Perspectives, ed. David Gable & Robert P. Morgan. Oxford University Press, 1991, pp. 79-110.
- Schweizer, Klaus: Die Sonatensatzform im Schaffen Alban Bergs. Satz und Druck, 1970.
- Simms, Bryan R.: Pro Mundo - Pro Domo: The Writings of Alban Berg. Oxford University Press, 2014.
- Wilkey, Jay Weldon: Certain Aspects of Form in the Vocal Music of Alban Berg. Tesis. Indiana University, 1965.

### Escritos biográficos
- Carner, Mosco: Alban Berg: the man and the work. Duckworth, 1975.
- Grun, Bernard: Alban Berg: Letters to his Wife. St. Martin's Press, 1971.
- Harris, Donald et al.: The Berg-Schoenberg Correspondence: Selected Letters. W. W. Norton, 1987.
- Leibowitz, René: Schoenberg and his school; the contemporary stage of the language of music. Philosophical Library, 1949.
- Monson, Karen: Alban Berg: a biography. Macdonald General Books, 1980.
- Pople, Anthony: The Cambridge Companion to Berg. Cambridge University Press, 1997.
- Redlich, Hans Ferdinand: Alban Berg, the man and his music. John Calder, 1957.
- Reich, Willi: The life and work of Alban Berg. Thames and Hudson, 1965.